# متجر الفضول القديم
متجر الفضول القديم (بالإنجليزية: The Old Curiosity Shop)‏ رواية بقلم تشارلز ديكنز. وتروى القصة حياة نيل ترينت وجدها، وكلاهما يديران متجر تحف قديمة في لندن.
هذه الرواية هي إحدى روايتين (الأخرى هي بارنابي ردج) نشرها ديكنز إلى جانب قصص قصيرة أخرى في جريدته الأسبوعية ساعة السيد همفري، والتي استمرت من 1840 إلى 1841. وكانت شعبية لدرجة أن القراء في نيويورك اقتحموا الرصيف عندما وصلت السفينة التي تحمل العدد الأخير في عام 1841. وقد طبع الرواية في شكل كتاب عام 1841.
قرأت الملكة فيكتوريا الرواية في عام 1841، وقالت عنها أنها «مثيرة جدا للاهتمام ومكتوبة بذكاء».

## الحبكة

### الخلفية
يبدو أن أحداث الكتاب قد وقعت قرابة عام 1825؛ إذ تشير الآنسة مونفلاذرز إلى وفاة اللورد بايرون في الفصل 29، الذي تُوفّي في 19 أبريل من عام 1824. تحكم هيئة التحقيق (على نحو خاطئ) بأن كويلب قد أقدم على الانتحار، ولذلك تأمر بدفن جثّته على مفترق طرق مع غرز وتد في قلبه؛ الممارسة التي حُظرت في عام 1832. يخشى جدّ نيل أن يرسلوه إلى مستشفى للأمراض العقلية نتيجةَ انهياره، إذ يخاف من أن يقيّدوه بالسلاسل إلى جدار ويجلدوه؛ الإجراء الذي عُطّل منذ عام 1830. يُوصف المحامي السيّد براس على أنّه «أحد محامي صاحبة الجلالة» [تكذية] في الفصل 13، أي في عهد الملكة فيكتوريا التي بدأت فترة حكمها في عام 1837. اعتُبر هذا الأمر بمثابة زلّة قلم، وذلك بعد النظر إلى جميع الأدلة الأخرى؛ بما في ذلك اتّهام كيت خلال محاكمته بالعمل ضدّ «سلام مولانا المُفدّى الملك» (في إشارة إلى الملك جورج الرابع).

### لمحة
يروي كتاب متجر الفضول القديم قصّة نيل ترينت، الفتاة الشابة الجميلة والعفيفة التي تبلغ من عمرها «أربعة عشر عامًا تقريبًا». تعيش نيل اليتيمة مع جدّها لأمّها (الذي لم يُفصح عن اسمه قط) في متجر للمتفرّقات. يحبّ الجد حفيدته حبًّا شديدًا، أما هي فغير متذمّرة، بل تعيش حياةً وحيدةً وتكاد لا تمتلك أيّ صديق بمثل عمرها. ليس لنيل سوى صديق وحيد، ألا وهو كيت؛ الفتى الأمين الذي يعمل في المتجر بينما تعلّمه نيل الكتابة. يحاول الجدّ تأمين ميراث جيّد لنيل من خلال المقامرة، وذلك بسبب هاجسه الخفي المتمثّل بألّا تموت حفيدته في حالة فقر كما حدث مع والديها. يبقي الجدّ على ألعابه الليلية سرًّا، لكنّه غالبًا ما يقترض المال من دانييل كويلب؛ المرابِ القزم الأحدب الخبيث وصاحب التشوّه القبيح. وفي النهاية، يقامر الجدّ بالأموال القليلة التي جمعها، بينما يغتنم كويلب الفرصة للاستيلاء على المتجر وطرد نيل وجدّها منه. يعاني الجدّ من انهيار يحرمه من فطنته، فتأخذه نيل إلى أراضي إنجلترا الوسطى ليعيشا سويًّا كمتسوّلَين.
ينجح شقيق نيل المبذّر فريدريك في إقناع ديك سوييفلر -الشاب الطيّب وسهل الخداع- في مساعدته على تعقّب نيل؛ مدفوعًا باقتناعه بادّخار الرجل العجوز لثروة كبيرة وطائلة من أجل نيل، ومخطّطًا لزواج سوييفلر من نيل كي يتسنّى له مشاركتهما هذا الميراث المفترض. يتعاون كلّ من فريدريك وسوييفلر مع كويلب لتحقيق هذه الغاية؛ يعلم كويلب تمامًا أنه لا وجود لأيّ ثروة، لكنّه يختار «مساعدتهم» بكلّ ساديّة كي يستمتع بالمآسي التي ستقع على رأس كل المعنيين. يشرع كويلب في محاولته لتعقّب نيل، لكنّه لا يستطيع إيجاد الهاربَين بسهولة. يتّخذ كويلب الترتيبات المناسبة لإبقاء ديك سوييفلر تحت مراقبته، إذ يوّظفه في منصب كاتب لدى محاميه السيّد براس. يصادق سوييفلر إحدى الخادمات التي أساء السيّد براس معاملتها، إذ يطلق عليها سوييفلر لقب «النبيلة». تورّطت نيل مع العديد من الشخصيات، بعضها دنيء وبعضها الآخر طيّب؛ وبذلك نجحت في إيصال جدّها إلى بر الأمان في قرية نائية (أشار إليها ديكنز باسم قرية تونغ، في شروبشاير)، فيكلّفها هذا الأمر صحّتها.
وفي هذه الأثناء، يفقد كيت وظيفته في متجر الفضول، لكنّه يجد عملًا جديدًا لدى السيّد والسيّدة غارلاند. يتواصل «رجل نبيل عازب» غامض مع كيت بحثًا عن أيّ معلومات بخصوص نيل وجدّها. يلاحق كل من «الرجل النبيل العازب» ووالدة كيت الهاربَين دون جدوى، ويلتقيا بكويلب الذي كان يبحث عن الهاربَين أيضًا. يبدأ كويلب بصبّ حقده على كيت، ويتمكّن من توريطه بتهمة السرقة؛ وبذلك يُحكم على كيت بالترحيل. وعلى الرغم من ذلك، يستطيع ديك سوييلفر إثبات براءة كيت بمساعدة صديقته «النبيلة». يستطيع بعضٌ ممّن يلاحقون كويلب تعقّبه وقتله أثناء محاولته الهروب. وفي الوقت ذاته، يعرف السيد غارلاند مكان نيل عن طريق الصدفة، فيذهب برفقة كيت والرجل النبيل العازب (الذي تبيّن أنه الأخ الأصغر لجدّ نيل) للعثور عليها. ولسوء الحظ، تجد المجموعة أنّ نيل قد تُوفيّت نتيجةَ رحلتها الشاقّة. يرفض جدّها الاعتراف بوفاتها ويستمر بالجلوس بجوار قبرها يوميًا، إذ كان يعاني من عجز عقلي سلفًا. يبقى الجدّ بانتظار عودة نيل إلى حين وفاته بعد بضعة أشهر.

## أعمال مقتبسة
- مغامرات نوال

## روابط خارجية
- متجر الفضول القديم على موقع الموسوعة البريطانية (الإنجليزية)